# WWE Live from Madison Square Garden
WWE Live from Madison Square Garden, abbreviato in WWE Live from MSG, è stato un evento speciale di wrestling prodotto dalla World Wrestling Entertainment in esclusiva per il WWE Network. L'evento si è svolto il 3 ottobre 2015 al Madison Square Garden di New York.

## Risultati
| # | Match                                                            | Stipulazioni                                           | Durata |
| - | ---------------------------------------------------------------- | ------------------------------------------------------ | ------ |
| 1 | Dolph Ziggler e Randy Orton hanno sconfitto Rusev e Sheamus      | Tag team match                                         | 09:00  |
| 2 | Neville ha sconfitto Stardust                                    | Single match                                           | 07:20  |
| 3 | Alicia Fox, Brie Bella e Nikki Bella hanno sconfitto Team P.C.B. | Six-woman tag team match                               | 08:35  |
| 4 | Kevin Owens (c) ha sconfitto Chris Jericho                       | Single match per il WWE Intercontinental Championship  | 08:10  |
| 5 | The Dudley Boyz hanno sconfitto The New Day (c) per squalifica   | Tag team match per il WWE Tag Team Championship        | 06:40  |
| 6 | Brock Lesnar (con Paul Heyman) ha sconfitto Big Show             | Single match                                           | 04:05  |
| 7 | John Cena (c) ha sconfitto Seth Rollins                          | Steel cage match per il WWE United States Championship | 22:43  |